# August Roth (Forstmann)
August Roth (* 10. Oktober 1823 in Mosbach; † 8. Mai 1889 in Zwingenberg (Baden)) war ein deutscher Forstmeister.

## Leben
August Roth wurde im Schloss Lohrbach in Baden geboren. Er besuchte das Gymnasium Wertheim, später die Forstschule Karlsruhe und bestand 1846 sein Staatsexamen. In Karlsruhe wurde er Mitglied der Burschenschaft Teutonia. Nach zurückgelegter Praktikantenzeit an verschiedenen Orten wurde er fürstlicher leiningischer Forsttaxator und 1851 städtischer Bezirksförster in Bretten. 1856 trat er in den markgräflich badischen Dienst und verwaltete die Standesherrschaft Zwingenberg, erst unter dem Titel Oberförster und von 1871 an als Forstmeister. Im Jahre 1883 kam Zwingenberg durch Schenkung an den Großherzog von Baden. Roth verblieb in seiner Stellung, die er trotz mehr als 20-jährigem Magenleiden bis zu seinem Tode innehatte.
Roth war als Autor für das Forstwissenschaftliche Centralblatt tätig und verfasste mehr als 50 Artikel.